# Pracownia Lutnicza Niewczyk & Synowie

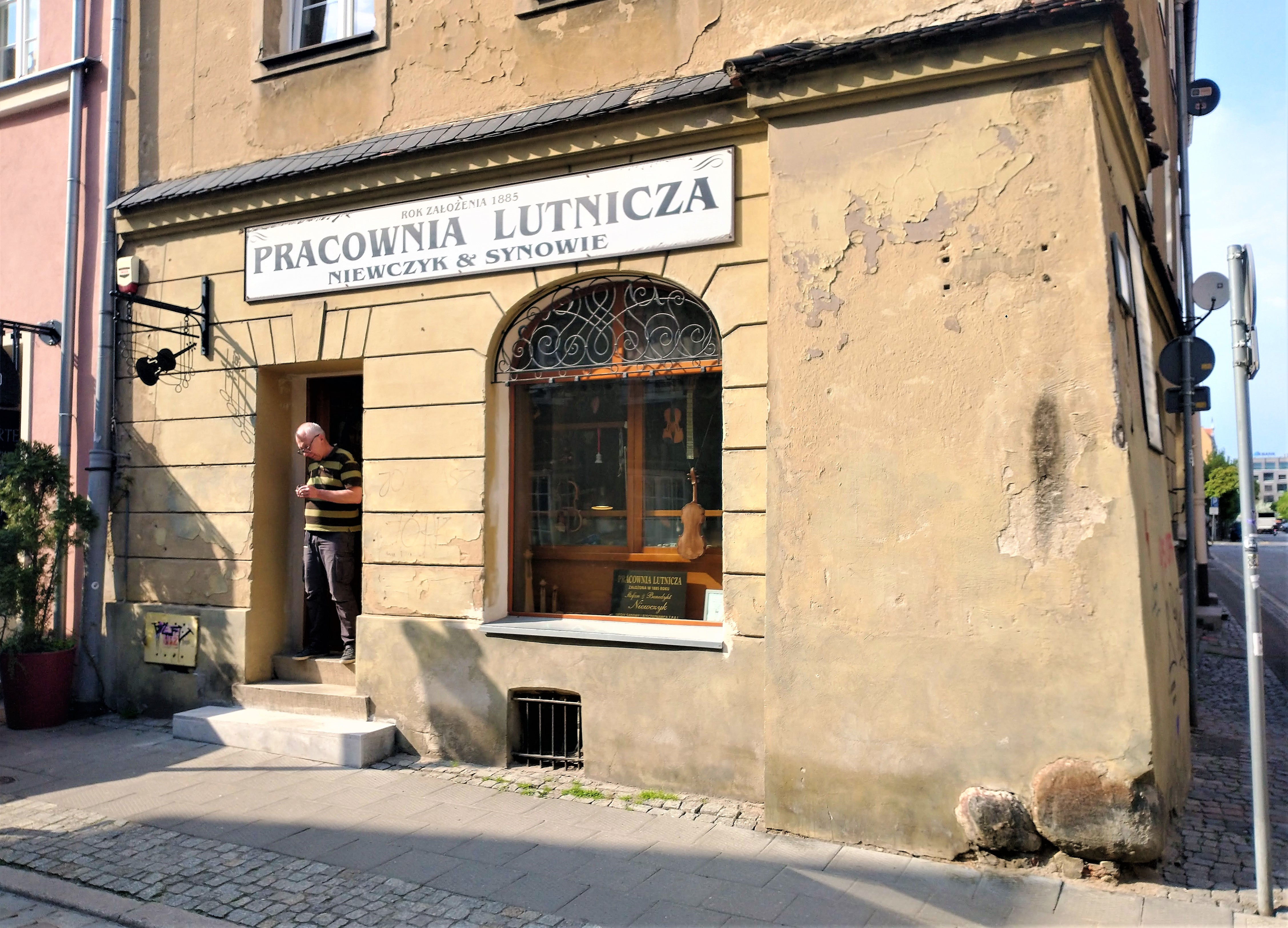
Pracownia w 2022

Pracownia Lutnicza Niewczyk & Synowie – pracownia lutnicza z siedzibą w Poznaniu przy ul. Woźnej 6. Jest najstarszą działającą w Polsce pracownią lutniczą.

## Historia
Warsztat lutniczy założył w 1885 ślusarz precyzyjny, Franciszek Niewczyk (ur. 1859 w Sowach w powiecie rawickim). Był on również posiadaczem fabryki instrumentów muzycznych we Lwowie. W armii pruskiej pracował w orkiestrze i woził instrumenty do naprawy do Berlina. Wiedzę zawodową zdobył u Heinricha Lange w Zgorzelcu. Początkowo naprawiał tylko instrumenty dęte, ale z czasem zatrudnił emerytowanych specjalistów z zakładu Langego i poszerzył umiejętności na instrumenty smyczkowe oraz szarpane. Był inwigilowany przez policję pruską z uwagi na patriotyczną postawę. Z uwagi na jego wyjazd do Krakowa z funduszami na budowę Pomnika Grunwaldzkiego, rodzina otrzymała nakaz opuszczenia zaboru pruskiego w ciągu doby. Dzięki wstawiennictwie hrabiego Turno znalazła schronienie na Chorążczyźnie we Lwowie, gdzie Franciszek założył pierwszą pracownię lutniczą w tym mieście. Nigdy już nie wrócił do Wielkopolski (zmarł w 1944).
Syn Franciszka, Stanisław Niewczyk, otworzył w 1922 pracownię instrumentów muzycznych w Bydgoszczy. W 1925 otrzymał uprawnienia mistrzowskie i w 1935 otworzył pracownię w Poznaniu, która funkcjonowała do 1945 przy ul. Bronisława Pierackiego (obecnie Gwarna). Potem została przeniesiona na Jeżyce. Syn Stanisława, Stefan Niewczyk, zdał w 1945 egzamin czeladniczy, a w 1948, mistrzowski z lutnictwa, a następnie z wyrobu instrumentów dętych i akordeonów. W 1947 mistrzem został też brat Stefana, Marian. W 1952 Stefan Niewczyk rozpoczął opiekowanie się instrumentami muzyków startujących na Międzynarodowym Konkursie Skrzypcowym im. Henryka Wieniawskiego, co robił bezpłatnie. W 1956 zdobył wyróżnienie na I Międzynarodowym Konkursie Lutniczym w Warszawie. Pracownia, jako prywatna, była prześladowana przez władze komunistyczne, m.in. skarbowe. W 1972 miasto planowało umieścić w pracowni punkt pralniczy spółdzielni „Świt”, co skrytykował Jerzy Waldorff na łamach „Polityki”. W 1978, w wyniku polityki prezydenta Andrzeja Wituskiego, warsztat przeniesiono na ulicę Woźną, którą Wituski planował urządzić, jako ulicę rzemieślników artystycznych. Pracownia działa tam do czasów obecnych i jest prowadzona przez Benedykta Niewczyka, lutnika, fizyka akustyka i biegłego sądowego. Jego syn, Maksym startował w Międzynarodowym Konkursie Lutniczym im. Henryka Wieniawskiego.
Obecnie placówka specjalizuje się w gruntownych korektach starych instrumentów mistrzowskich oraz budowie nowych instrumentów koncertowych (własne, sezonowane, 120-letnie drewno świerkowe, jaworowe, hebanowe, palisandrowe i fernambukowe), naprawie i konserwacji lutniczej, wycenie instrumentów oraz wystawianiu opinii na podstawie uprawnień biegłego sądowego i rzeczoznawcy Ministra Kultury i Dziedzictwa Narodowego. W 1957 pracownia wykonała jedyne w Polsce skrzypce artystyczne, poświęcone Henrykowi Wieniawskiemu (Stanisław Niewczyk).

## Nagrody
Wybrane nagrody dla instrumentów:
- złoty medal w Paryżu i Karlowych Warach (1908),
- medal Powszechnej Wystawy Krajowej (1929),
- dwie nagrody na konkursie zorganizowanym przez Muzeum Wielkopolskie (1949)[3].